# Krigen til søs under Operation Overlord
Krigen til søs under Operation Overlord omfattede kamphandlinger mellem tyske og allierede flådeenheder i perioden fra begyndelsen af juni til midten af august 1944 i Den engelske kanal.
De vestallierede havde længe planlagt en storstilet operation under kodenavnet Operation Overlord, som skulle skaffe dem et sikkert fodfæste i det nordvestlige Frankrig og skabe en Anden front i kampen mod Nazityskland. Deloperationer indenfor rammerne af Overlord fik egne kodenavne. Invasionen på D-dag fik navnet Operation Neptune – dvs. transporten til Normandiet, selve landgangen og sikring af brohovederne på strandene. Til denne operation samlede de allierede en stor flåde af krigsskibe, som før og under landgangen beskød de tyske stillinger ved strandene og beskyttede den egentlige invasionsflåde og de efterfølgende forsyningsskibe.
Både de allierede og tyskerne indsatte ikke blot konventionelle enheder, men også særligt udstyr såsom mini-ubåde, bemandede torpedoer og raketter. De store tab på begge sider skyldtes til dels naturfænomener, såsom storme i området.
Det lykkedes for de allierede at etablere vigtige forsyningsinstallationer, såsom en undersøisk rørledning til transport af benzin,Operation Pluto, to kunstige Mulberry-havne samt at erobre en vigtig forsyningshavn i Cherbourg. Gennem et samarbejde mellem hær, flåde og luftvåben lykkedes det de allierede at sætte sig fast i Normandiet og herefter gennemføre målet om at besejre Tyskland.

## Baggrund

### Udgangspositionen
Allerede ved USA's indtræden i krigen i december 1941 stod det klart, at et angreb på det europæiske fastland kunne ventes. På Arcadia-konferencen i Washington ved årsskiftet 1941-1942 blev det besluttet, at en landgang enten skulle ske over Middelhavet fra Tyrkiet mod Balkan eller i Vesteuropa. Man valgte at prioritere krigen mod Tyskland højere end Stillehavskrigen mod Japan (Europa først strategien) ud fra den vurdering at Tyskland var den stærkeste af de to.
For at aflaste den Røde Hær havde Josef Stalin siden juli 1941 krævet, at de allierede straks skulle åbne en Anden front På Teheran-konferencen i november 1943 blev det besluttet at gennemføre en landgang i både nord- og Sydfrankrig i 1944, henholdsvis Operation Anvil og Operation Overlord.
I modsætning til Winston Churchill, som – angiveligt på grund af knaphed på skibe – ville undlade invasionen i Sydfrankrig – gik Stalin ind for den oprindeligt planlagte knibtangsbevægelse. Den Røde Hær havde allerede tidligere anvendt denne taktik med held. Amerikanerne anså ligeledes en invasion i Sydfrankrig for hensigtsmæssig da havnene i Toulon og Marseille kunne blive vigtige forsyningshavne for de allierede tropper i Frankrig. En invasion i Sydfrankrig blev blev dog udskudt og først gennemført som Operation Dragoon i august 1944, da Churchill frygtede at de allierede kræfter ville blive svækket, hvis de blev indsat på for mange krigsskuepladser på en gang, og dermed forsinke fremrykningen.
På Casablanca-konferencen i januar 1943 var det i Stalins fravær blevet besluttet at etablere et fælles hovedkvarter for de allierede styrker i Vesteuropa Supreme Headquarters Allied Expeditionary Force. I første omgang blev der udpeget en stabschef for denne enhed, generalløjtnant Frederick E. Morgan, som fik til opgave at udarbejde planer for en allieret invasion i Nordvesteuropa. I slutningen af 1943 blev Dwight D. Eisenhower udnævnt til øverstkommanderende for Allied Expeditionary Force. Hans vigtigste underordnede var feltmarskal Bernard Montgomery, som skulle lede landstyrkerne ved landgangen, admiral Bertram Ramsay, som ledede flådestyrkerne og luftmarskal Trafford Leigh-Mallory, som ledede styrkerne i luften. Det umiddelbare mål med operationen var at få kontrol med byerne Caen, Bayeux, Saint-Lô og Cherbourg.

### Krigsdeltagernes strategiske position
Briterne havde tre hangarskibe, tre moderne slagskibe og yderligere seksten store krigsskibe i reserve ved Skotland. Her blev de ikke beskadiget af miner og de kunne indsættes i konvojtjenesten til Sovjetunionen via Arktis og langs de britiske kyster. Derfor havde briterne ikke tilstrækkelig mange skibe til at kunne gennemføre en invasion i Frankrig. Briterne overførte derfor personel fra hær, luftvåben og minelæggere for at kunne bemande flere skibe. Desuden trak briterne skibe væk fra Middelhavet, stoppede overførslen af skibe til det Indiske Ocean og begrænsede antallet af skibe indsat som ledsageskibe for konvojerne over Atlanten.
Da Eisenhower og hans stab stadig var bange for, at invasionsflåden var for lille blev der tilføjet skibe fra den amerikanske flåde. Amerikanerne måtte dog undvære de skibe, som var indsat i Stillehavskrigen mod Japan, heriblandt et stort antal hangarskibe. På grund af Stillehavskrigen havde amerikanerne i begyndelsen heller ikke villet givet tilsagn om at kunne levere det ønskede antal landgangsbåde, selv om produktionen af amfiebiefartøjer var foregået i højt tempo siden 1942.
Efter konflikter om nødvendigheden af yderligere amerikanske skibe til invasionen i Normandiet afsendte den amerikanske flådes øverstkommanderende Ernest J. King, tre gamle slagskibe og en eskadre med destroyere samt forskellige landgangsbåde til England. Udover disse skibe deltog der også 49 franske, polske, græske, hollandske og norske skibe i landgangen.
De allierede kunne støtte landgangen med i alt 7 slagskibe, to monitorer, 23 krydsere, tre kanonbåde, 105 destroyere og 1.073 mindre krigsskibe. Hertil kom 4.126 landgangsbåde og -skibe, 736 støtteskibe og -både samt 864 fragtskibe, i alt 6.939 fartøjer.
Royal Navys stabchef berettede om antallet af indsatte skibe:
| Citat | Det er et almindeligt udtryk at sige, at havnen er 'fuld af skibe', men i tilfældet East og West Solent, med et område på omkring 57 km² hvor man kunne opankre skibe var det bogstavelig talt sandt. Den 18. maj til admiralitetet den øverstkommanderende i Portsmouth HMS Tyne, men det var kun muligt at modtage det, fordi HMS Warspite ikke skulle til Portsmouth før D-dag, hvilket gav os et sted at ankre op. | Citat |
|       | |       |

Mulighederne for at indsætte den tyske Kriegsmarine mod de allierede landgangsoperationer var begrænsede (se Den tyske situation i Normandiet i 1944). I juni 1944 rådede Kriegsmarine ikke over nogle store overfladeskibe på baserne i Frankrig. Indsejlingerne til Den engelske kanal blev desuden beskyttet af stærke flådestyrker fra de allierede, som i øvrigt også havde luftherredømmet over Kanalen (se Luftkrigen under Operation Overlord). Det var tydeligt, at Kriegsmarine var uden chance for at afbryde de allierede forsyningslinjer over Kanalen. Alligevel blev enheder fra Kriegsmarine sendt af sted på det der fra et nutidigt perspektiv må betegnes som meningsløse operationer.
Den tyske Kriegsmarine rådede den 6. juni 1944 i hele kanalområdet over blot fem små destroyere, 39 Torpedobåde – hvor af fem ikke var klar til indsats – 163 minesøgere og minestrygere, 57 patruljebåde og 42 marinetendere. Hertil kom fem destroyere, en mindre destroyer, 146 minesøgere og minestrygere og 59 patruljebåde, som var stationeret ved atlanterhavskysten mellem Brest og Bayonne.
I den centrale del af Kanalen, der hvor de allieredes invasion fandt sted, rådede Kriegsmarine kun over 4 små destroyere, 15 torpedobåde, 9 patruljebåde og 6 marinetendere. Tyskerne havde forventet, at det var mere sandsynligt at en invasion ville foregå i området ved Boulogne og Pas-de-Calais på grund af den kortere afstand fra England.
Den tyske feltmarskal Erwin Rommel inspicerede i 1944 de tyske forsvarsstillinger i Atlantvolden, som på dette tidspunkt allerede til dels var forældede og iværksatte en række fornyelser inden juni 1944. Han havde gjort en stor indsats for at udbygge forsvarsværkerne på strandende med forhindringer og miner. Nogle af de planlagte bunkere var endnu under opførelse på D-dag. I Frankrig byggede Organisation Todt bunkers for kanoner af sværeste kaliber under indsats af tusindvis af tvangsarbejdere.

## Operation Neptune

### Forberedelse og planlægning
Om mandagen den 17. april 1944 begyndte Royal Navy at lægge miner ved den tyskbesatte kyst af Den engelske kanal. Fra denne dag blev der indtil starten af juni udlagt ca. 6.800 miner ved havnene mellem Holland og Brest i Frankrig. De allierede anvendte fortrinsvis mindre skibe til mineudlægningen, såsom motortorpedobåde. Målet var at hindre tyskerne i at gribe ind i Operation Neptune med skibe. I krigsdagbogen fra den tyske overkommando OKW står der herom:
[…], at fjenden for første gang har mineret Seinens udmunding ved Le Havre med miner. Spørgsmålet opstod om der heraf kunne sluttes at man ikke havde planer om landsætninger her. Det kunne også dreje sig om miner, som kun var aktive i et vist tidsrum [og derefter var ufarlige].
Ved forberedelsen af landgangen i Normandiet blev der også indsat britiske Chariots (bemandede torpedoer) og frømænd. De undersøgte farvandene hvori invasionen skulle finde sted, inspicerede alle strande, så vidt muligt, og fjernede forhindringer, således at de allierede havde gode informationer om landgangsområdet. Den 6. juni ødelagde britiske frømænd mange af de forhindringer på strandene, som tyskerne havde opstillet for at stoppe angriberne.
Den 23. maj opsnappede Station X i Bletchley Park en tyske marinemeddelelse som gav de tyske enheder besked på at udlægge flere miner i Seinebugten, det allierede operationsområdet. De allierede luftvåben og motortorpedobåde fra Royal Navy blev derefter sendt af sted for at holde de tyske enheder tilbage og forhindre at de udlagde flere miner i området, hvilket også lykkedes.
Den allierede langsgangsflåde var delt i fem grupper: Styrke U, O, G, J og S – en til hver af invasionsstrandene.
Styrke U og O skulle sejle fra Dartmouth og Weymouth mod de amerikanske strande. Disse to grupper havde betegnelsen Western Naval Task Force og var underlagt Kontreadmiral Alan G. Kirk. De skulle samarbejde med 1. amerikanske armé under generalløjtnant Omar Bradley på invasionsstrandene Omaha og Utah Beach. I løbet af natten skulle Styrke U (Kontreadmiral Donald P. Moon) lande med 4. amerikanske infanteridivision og Styrke O (Kontreadmiral John L. Hall) med 29. amerikanske infanteridivision. Konvojerne til Utah og Omaha Beach bestod af i alt 16 angrebstroppetransporter.
De resterende tre gruppe startede fra Southampton (Styrke G), Portsmouth (Styrke J), og Shoreham (Styrke S) og skulle sejle til de britiske og canadiske strande. De var også samlet i en overordnet gruppe, Eastern Naval Task Force, under kontreadmiral Sir Philip Vian, som skulle samarbejde med 2. britiske armé under generalløjtnant Miles Dempsey på strandene Juno, Sword og Gold Beach. I løbet af natte skulle Styrke G (Flotilleadmiral Sir Cyril Eustace Douglas-Pennant) landsætte 50. britiske infanteridivision, Styrke J (flotilleadmiral Geoffrey Oliver) landsætte 3. canadiske infanteridivision og styrke S (Kontreadmiral Arthur G. Talbot) landsætte 3. britiske infanteridivision på strandene.
Desuden var meningen, at der skulle afskibes forstærkninger fra Themsens munding ved Felixstowe (forstærkningsgruppe L) og fra Plymouth (forstærkningsgruppe B) så de kunne ankomme i Normandiet om aftenen den 6. og om morgenen den 7. juni.
Alle grupper skulle sejle til et punkt Z, som lå 13 km sydøst for Isle of Wight hvor flåden skulle opholde sig indenfor en radius af 8 km. Dette sted fik navnet "Piccadilly Circus". Herfra ville der sejle minestrygere i sydlig retning for at rense fem korridorer for miner. Ved denne opgave blev der i Western Task Forces område indsat 102 allierede minestrygere og 16 bøjeudlæggere og i Eastern Task Forces område 102 minestrygere og 27 bøjeudlæggere.
Om morgenen den 4. juni ankom to allierede mini ubåde til målområdet ved Juno og Sword Beach. De regnede med at invasionen var i gang. De havde ikke hørt, at den var udskudt 24 timer. Da de befandt sig under vandet og tæt på Normandiets kyst havde de slukket radioen og således ikke hørt om udsættelsen. Den 5. juni klokken 0.55 uddykkede de to både og modtog meddelelsen. Ud over de to ubåde var også 120 LCTs stået til søs og de befandt sig kl. 9 omkring 40 km syd for Isle of Wight. Der blev de stoppet af to destroyere og blev gjort opmærksom på de nye ordrer, hvorefter de vente tilbage.
Admiral Sir Bertram Ramsay, den øverstkommanderende for de allierede flådestyrker, informerede søfolkene om den forestående operation på denne måde:
| „ | Vor opgave i samarbejde med handelsflåderne i De Forenede Nationer og med støtte fra de allierede luftvåbener består i at overføre det allierede ekspeditionskorps til Kontinentet for at etablere det der i et sikkert brohoved og opbygge det og vedligeholde det i et omfang, som fjenden ikke kan følge med til. | “ |

Admiral Theodor Krancke, den tyske Marinebefehlshaber West, indledte den 5. juni sin inspektionsrejse til Bordeaux, men meddelte inden da OB West, at '"på grund af den store søgang kan patruljebådene ikke forlade deres baser", hvorfor tyskerne ikke gennemførte deres sædvanlige rekognosceringsture den 5. og om natten til den 6. juni.
Krancke berette senere desuden: "[…] efter de foreliggende vejrudsigter […] syntes en invasion i natten mellem den 5. og 6. juni knap nok mulig".

### Udførelse

#### Den allierede armadas ankomst
Klokken 9 om formiddagen den 5. juni stak den allierede armada – bortset fra styrke U og O til søs. De startede først kl. 16. Overfarten og strygningen af miner forløb planmæssigt, og kun en enkelt amerikansk minestryger sank. De første allierede skibe, som ankom til deres respektive pladser ud for Normandiets kyst (jf. nedenstående kort over beskydningen fra havet mod kysten)  og kastede anker var USS Bayfield klokken 2.29 21 km fra Utah Beach med general J. Lawton Collins om bord og USS Ancon klokken 2.51 20 Kilometer fra Omaha Beach. Efterhånden ankom også de øvrige 5.300 skibe i invasionsflåden til deres positioner. Slagskibene lå ca. 9,9 km og destroyerne ca. 4.500 m fra kysten. Mange af de ombordværende soldater led af søsyge efter den lange overfart i høj sø. Klokken 4.15 begyndte landgangstropperne at gå om bord i landgangsbådene.
Omkring kl. 4.30, 45 minutter før daggry var de første landgangsbåde på vej mod Utah og Omaha strandene. De måtte kæmpe med høj søgang, strøm og sidevind som hele tiden bragte dem ud af kurs. Landgangsbådene måtte sejle 17 km for at nå ind til Omaha Beach. Det blev ledt på vej af patruljebåde, som var udstyret med radio og radar.
Den amerikanske kaptajn Anthony Duke mindedes den allierede armada:
| „ | Jeg vil ved Gud aldrig glemme den følelse af magt, magt som skulle til at udøves, som steg op i mig da jeg så på den lange endeløse kolonne af skibe på vej mod Normandiet | “ |

#### Første tyske reaktioner
Den tyske Gruppenkommando West lod klokken 4.35 patruljebåde afgå. Den 5. torpedobådsflotille, den 15. patruljebådsflotille og den 38. minestryger flotille løb ud af Seine-mundingen. På begge sider af Cotentin-halvøen krydsede 5. og 9. torpedobådsflotille. Flotillechefen admiral Heinrich Hoffmann afsejlede fra Le Havre med tre både fra 5. torpedobådsflotille kl. 4.15 og befandt sig kl. 5.15 lige ud for de britiske skibe ved Sword Beach. Hoffmann besluttede sig for at angribe, og affyrede kl. 5.35 16 torpedoer. De allierede skibe omkring HMS Warspite reagerede straks med undvigemanøvrer og undgik torpedoerne. Kun den norske destroyer Svenner blev ramt midtskibs og sank. I mellemtiden var de tyske både vendt om og undslap i tågen.

#### Allieret og tysk artilleri indleder beskydningen
Efter at de allierede destroyere Fitch og Corry var blevet taget under beskydning fra et tysk batteri på kysten gav kontreadmiral Morton Deyo, lederen af Western Task Force Bombardement Group, klokken 5.36, tyve minutter tidligere end planlagt, ordre til alle skibe om at indlede beskydningen. Skibene i Eastern Task Force var dog allerede endnu tidligere, kl. 5.10, begyndt at skyde.
Den britiske major John Howard, som kort efter midnat var landet med svævefly i Normandiet under Operation Tonga havde følgende at sige om beskydningen fra skibene:
| Citat | Spærreilden var ganske fantastisk. Det var som om man kunne føle jorden ryste ud mod kysten, og det var som i helvede. Snart efter lod den til at komme nærmere. Nå ja, det var klart at de flyttede spærreilden længere ind i landet efterhånden som vore både nærmede sig kystet, og det var meget let at stå der og høre alt hvad der foregik og se al røgen i den retning og forstå præcis hvad der skete og holde fingrene krydset for de stakler, som kom ind fra havet. | Citat |
|       | |       |

Holdbrook Bradley, en korrespondent fra den amerikanske avis Baltimore Sun, som var om bord på et landgangsskib på vej til Omaha Beach, og som havde berettet fra forskellige krige og krigsskuepladser beskrev senere skibsbombardementet:
| Citat | Lyden af kamp er noget jeg er vant til, men dette [indledende bombardement på D-dag] var det mest højlydte jeg nogensinde har hørt. Der var mere ildkraft end jeg nogensinde oplevede i mit liv, og de fleste af os følte, at dette var højdepunktet i vort liv […]. | Citat |
|       | |       |

Kanonstillingen ved Longues-sur-Mer åbnede ild klokken 5.37 mod destroyeren USS Emmons ud for Omaha Beach. De afskudte ti skud ramte imidlertid ikke det amerikanske skib. Det næste mål var slagskibet USS Arkansas. Heller ikke her lykkedes det at ramme. Til gengæld åbnede USS Arkansas klokken 5.52 ild mod batteriet og afskød 130 granater mod det, dog uden at træffe. Efterhånden som der dukkede mål op, som var nærmere rettede det tyske batteri sine kanoner mod dem.
Allierede fly skulle udlægge et røgslør mellem de allierede armada og de tyske stillinger, for at skjule armadaen for tyskerne. Nogle af disse fly dukkede op kl. 6.10 også ved Utah Beach og udlagde dette røgslør. Det fly, som skulle indhylle den amerikanske destroyer USS Corry blev imidlertid inden da skudt ned af tysk Flak og kunne derfor ikke udlægge røgslør.
I kort tid var USS Corry derfor det eneste skib, som tyskerne kunne se, og det medførte at de tyske kanoner koncentrerede beskydningen mod skibet. Skibet begyndte at manøvrere for at undvige salverne, hvilket dog var farligt, da en stor del af farvandet stadig var mineret. Maskinisten G. Gullickson fortalte:
Pludselig hoppede skibet bogstavelig talt ud af vandet! Da bundpladerne gik løse gik vandet ud, og rummet blev fyldt med damp. […] Det var fuldstændig mørkt med hed damp og kvælende.

Skibet var løbet på en mine midtskibs og begyndte at synke. Gullickson, der på dette tidspunkt allerede stod i vand til brystet fortalte: 
På dette tidspunkt lød der endnu en rumlen fra under skibet
 – USS Corry var løbet på en ny mine og brækkede i to dele. En stor del af besætningen druknede eller blev forbrændt eller kvalt.
Klokken 6.30, 30 minutter efter solopgang begyndte landgangen op Utah og Omaha Beach. Skibene ud for kysten indstillede deres beskydning kort inden og skiftede delvis til mål længere inde i land for ikke at bringe soldaterne på strandene i fare.
Ian Michie, en matros i Royal Navy, som befandt sig om bord på den britiske krydser HMS Orion fortalte følgende:
Vores skydning var vældig god og der kom snart direkte træffere. Vi havde 13 træffere på batteriet inden vi skiftede mål.
 Batterierne i Longues-sur-Mer, Pointe du Hoc og andre steder blev kun i mindre grad beskadiget af skibskanonerne, og slet ikke ødelagt. De findes til dels stadig. I Stephen E. Ambroses bog D-Day bliver der om en rapport fra Royal Navy anført:
En officiel rapport fra Royal Navy medgav at 'ingen alvorlige skader på hverken betonstrukturerne eller kanonerne' blev opnået, men pointerede at 'beskydningen i praksis neutraliserede stillingerne ved at skræmme det fjendtlige personel og ved at forhindre dem i at bemande deres kanoner og beskyde soldaterne under landgangen'.
Dette var ifølge Ambrose nærmest ønsketænkning, for forskellige tyske kanonbesætninger kunne igen bemande deres stillinger efter at skibene havde taget kysten under beskydning. Batterierne kunne imidlertid på grund af de allieredes forholdsregler, som f.eks. udlæggelsen af røgslør kun se enkelte mål og skyde målrettet efter dem.
De tyske batterier blev fortrinsvis ødelagt med andre midler. Således blev batterierne ved Merville ødelagt under Operation Tonga af britiske faldskærmssoldater. Ligeledes forsøgte amerikanske rangers at ødelægge kanonerne ved Pointe du Hoc, men måtte efter at have erobret området konstatere, at kanonerne ikke stod i deres stillinger, men var flyttet længere ind i baglandet. Efter en kort eftersøgning opdagede nogle rangers imidlertid at kanonerne stod ubevogtede en kilometer fra kysten og uskadeliggjorde dem.

## Kampe i Kanalområdet og ved kysterne i Normandiet og Bretagne

### Juni 1944
I de følgende dage forsøgte tyske torpedobåde at genere landgangsoperationerne med torpedoangreb og minespærringer, hvilket dog stor set var resultatløst.
Om natten til den 7. juni afsejlede de tyske 5. og 9. torpedobådsflotiller fra Cherbourg. Allerede ved udsejlingen gik to både tabt nær Cap Barfleur ved en minespærring, som den britiske 64. torpedobådsflotille tidligere havde udlagt. Til gengæld gennembrød fire torpedobåde det allierede kystforsvars forsvarslinjer og sænkede fire landgangsbåde ved St. Vaast.
Ved Le Havre kom det samme nat til en kamp mellem den tyske 4. minestrygerflotille og den britiske 55. motortorpedobådsflotille samt den canadiske 29. motortorpedobådsflotille hvorved et tysk og to allierede skibe blev alvorligt beskadigede. Samme dag gennemførte 2. og 8. torpedobådsflotille fra Ostende en resultatløs rekognoscering i den sydlige del af Nordsøen.
Kl. 5.15 om morgenen den 8. juni sank den britiske fregat HMS Lawford, muligvis efter at være blevet ramt af en radiostyret bombe Henschel Hs 293, som var blevet nedkastet fra en Dornier Do 217.
Også i natten mellem den 7. og 8. juni kom det til kampe hvor såvel allierede landgangsbåde som tyske torpedobåde blev sænket. Tyskerne sænkede desuden selv nogle af deres skibe, for at undgå at de blev erobret af de allierede. De allierede adskillige tab på grund af miner, bl.a. to destroyere. Andre skibe blev ødelagt ved tyske luftangreb og artilleribeskydning, fortrinsvis skibe som i forvejen var stødt på miner og ikke kunne bevæge sig.
Mellem den 6. og den 30. juni 1944 indsatte tyskerne adskillige ubåde for at give de allierede skibe modstand. I de fleste tilfælde blev disse ubåde imidlertid ødelagt eller beskadiget af allierede fly og tilføjede kun de allierede tab i størrelsesordenen 5 skibe.
Om natten mellem den 8. og 9. juni forsøgte Kriegsmarine at trænge ind i invasionsområdet med 4 destroyere, der var de sidste større flådeenheder i Frankrig. De startede fra Brest. Den tyske admiral Theodor Krancke, lederen af Marinegruppe West, havde befalet det, hvilket de allieredes efterretningstjeneste imidlertid opsnappede. Den 10. destroyerflåde i Royal Navy blev sendt af sted for at angribe den tyske styrke. Nordvest for Isle de Bas kom det omkring kl. 1.30 til kamp mellem tyskerne og den allierede flotille, som bestod af fire britiske, to canadiske og to polske destroyere. Efter fire timers kamp havde briterne sænket den tyske destroyer ZH 1 og beskadiget Z 32 så alvorligt, at den måtte sættes på grund. De to resterende destroyere vendte ligeledes svært beskadigede tilbage til Brest. På allieret side blev HMS Tartar svært beskadiget.
Om natten mellem den 14. og 15. juni angreb 234 Lancaster-bombefly fra Bomber Command i Royal Air Force den franske by Le Havre. Et fly gik tabt ved angrebet. På tysk side mistedes tre små destroyere, seksten torpedobåde, to ledsagebåde, samt to minestrygere, 7 minesøgere og 8 patruljebåde. Desuden blev en marinetender og flere hjælpeskibe og havnefartøjer ødelagt. I den følgende nat angreb 297 allierede bombefly Boulogne. De tyske tab omfattede tre minestrygere/ledsageskibe, seks minestrygere, tre bugserbåde og fem havnepatruljebåde. Desuden blev to minestrygere alvorligt beskadigede. Hertil kom at det tyske tankskib Sonderburg den 15. juni blev sænket i Cherbourg havn som blokskib.
I den følgende tid kom det til stadighed til kampe mellem hjælpekrigsskibe hvorved torpedobåde, motorbåde, minestrygere og lignende fartøjer, men også allierede destroyere og fregatter kom i kamp og blev beskadiget. Disse kampe fortsatte mindst til slutningen af juli ved Normandiet og Bretagne. Desuden angreb Luftwaffe den allierede armada fra luften med bombefly og jagere samt ved at udkaste miner.
Den 19. juni 1944 ankom Kommandobootflottille 211 med to kommando- og 24 sprængningsbåde til Bolbec, øst for Le Havre og blev om natten mellem den 20. og 21. juni overført til en fremskudt base ved Honfleur. Det først angreb fra denne flotille skulle foregå i natten mellem den 25. og 26. juni. Til dette angreb blev samme aften 8 kommando- og nu sprængningsbåde afsendt på slæb efter minestrygere. En af sprængbådene stødte dog ind i rælingen på en minestryger, eksploderede og sænkede minestrygeren og to kommandobåde. Trods ulykken blev missionen fortsat, men blev senere forstyrret af dårligt vejr og skibene vendte om. Efter at to yderligere forsøg i juni var slået fejl på grund af ulykker og materielfejl gav Adolf Hitler ordre til at stoppe indsættelsen af sprængbåde i Seinebugten og i stedet indsætte miniubåde af typen Marder. Fra den 28. juni ankom kommandoflotille 361 med 60 af disse miniubåde, der blev kørt til området ad landevejen fra Tyskland, til Trouville. Enheden blev efterfølgende stationeret i en skov ved Villers-sur-Mer for der at forberede deres operationer.
Mellem den 25. og 27. juni støttede allierede skibe angrebene i området ved Caen (se Slaget om Caen) og Cherbourg (Se slaget om Cherbourg). Den 25. juni ankom en miniubåd af typen Biber til Rouen, efter at den var blevet transporteret fra Kiel via Aachen og Paris. Herfra skulle båden angribe broerne over Caen-kanalen og Orne-floden. Indsatsen blev dog i stedet gennemført med frømænd og slog fejl. Hvad der siden skete med miniubåden vides ikke.
Indtil den 25. juni mistede Western Naval Task Force tre destroyere, en ledsagedestroyer, to mineryddere og diverse mindre skibe og landgangsbåde. Desuden blev en række skibe, heriblandt to destroyere, svært beskadigede.

### Juli 1944
Mens nogle få torpedobåde løb ind i havnen i Le Havre eksploderede torpedoværkstedet om natten mellem den 5. og 6. juli af ukendte årsager. 41 torpedoer blev ødelagt og torpedobådsoperationerne måtte på grund af den efterfølgende mangel på torpedoer indskrænkes stærkt.
Natten mellem den 5. og 6. juli blev 26 af de i Villers-sur-Mer stationerede enmandstorpedoer af typen "Marder" indsat mod de allieres landgangsområde. Operationen blev vurderet som en succes af tyskerne. 11 af bådene meldte om succes, selv om der rent faktisk kun blev sænket to allierede minestrygere og en ledsagedestroyer. Til gengæld vendte kun 16 af mini-ubådene tilbage. Ved en ny operation den følgende nat indsatte tyskerne 21 miniubåde og ødelagde en minestryger og beskadigede den gamle polske krydser ORP Dragon så svært, at den herefter kun kunne bruges som blokskib i Mulberry B. Ingen af mini-ubådenes besætninger vendte tilbage.
Desuden var der i løbet af måneden kampe mellem tyske og allierede krigsskibe hvor der fortrinsvis blev ødelagt motortorpedobåde, men også jævnligt allierede destroyere.

### August 1944
Fra 1. til 27. august 1944 kæmpede grupper af allierede skibe mod tyske ubåde i Kanalområdet og Biscayabugten. 11 ubåde blev sænket, mens der på allieret side kun gik et skib tabt. I midten af august ankom en ny bølge af ubåde til Kanalområdet, som det lykkedes at sænke 6 allierede skibe og svært beskadige yderligere et, mens fire ubåde gik tabt. Den 27. august blev de 5 resterende tyske ubåde kaldt tilbage til Norge. Inden da havde en af ubådene (U218) den 20. august udlagt en minespærring ved Start Point, som den 10. juli 1945 resulterede i at den britiske trawler Kned gik tabt.
I begyndelsen af august ankom Kommandobootflotille 211 til Houlgate for at gennemføre et samtidigt angreb med "Marder" og "Linse" sprængningsbåde samtidig med at torpedobåde blev indsat. Om natten mellem den 2. og 3. august blev aktionen udført sammen med et angreb fra Luftwaffe. Der deltog 16 kommando- og 28 sprængbåde af "Linse" typen foruden 58 miniubåde af typen "Marder". Det lykkedes tyskerne at sænke destroyeren HMS Quorn, en trawler og en landgangsbåd samt at beskadige to fragtskibe. Mindst 6 "Marder" blev ødelagt af de allierede, og yderligere en blev erobret intakt. For sidste gang blev der om natten mellem den 16. og 17. august indsat 42 "Marder". De sænkede et allieret skoleskib, en landgangsbåd foruden det ved et torpedobådsangreb beskadigede fragtskib Iddesleigh. Kun 16 "Marder" vendte tilbage fra aktionen.
Mellem den 5. og 30. august sænkede tyskerne ved rømningen af havnene en række egne skibe i Le Verdon, Nantes, Brest, Saint-Malo, i Seinen og ved Paris foruden Saint-Nazaire, ved Gironde og i Bordeaux. I alt blev et beboelsesskib, en destroyer, et forsyningstankskib, 2 fragtskibe, to hjælpeminesøgere, tre minesøgere, fire motortorpedobåde, seks patruljeskibe, seks spærringsbrydere, ni tankskibe, ni rydningsbåde, 15 patruljebåde, 21 handelsskibe og talrige mindre skibe sænket.

## Storm og søgang
Tyske og allierede skibe var ikke kun truet ved kampe med skibe fra modparten. Naturen afstedkom også tab på begge sider. Efter at den britiske destroyer HMS Fury var stødt på en mine ud for Sword Beach den 21. juni blev den taget på slæb, men under en storm knækkede tovet og skibet løb på grund og gik tabt.
På grund af vind og bølger sank nogle mindre allierede skibe under overfarten på D-dag. Den uden led de fleste tropper af søsyge. Et stort antal amfibiekampvogne gik også tabt på grund af de høje bølger.
Mellem den 18. og den 22. juni blev Den engelske kanal ramt af en kraftig storm, som umuliggjorde indsats af skibe på begge sider. De allierede indstillede transporterne fra England til Frankrig og stoppede losningen i brohovedet. Stormen var formentlig den kraftigste på den årstid i 40 år. Under stormen blev den kunstige allierede havn Mulberry A, som var placeret ud for Omaha Beach ved Saint-Laurent-sur-Mer, kraftigt ødelagt, og blev senere opgivet. (Se Mulberry-havnene).

## Forsyning af de allierede

### Mulberry-havnene
Det indgik i den allierede plan, at der efter en vellykket landgang skulle etableres to store kunstige havne ved invasionskysten hvor såvel store liberty-skibe som landgangsskibe, coastere og mindre landgangsbåde kunne losses.
Den ene havn "Mulberry A" skulle placeres ved Vierville-Saint Laurent af amerikanerne og den anden "Mulberry B" skulle ligge ved Arromanches og drives af briterne. De forskellige dele til havnene blev fremstillet i Storbritannien og sejlet til Normandiet, hvor de blev sat sammen.
I den første fase blev der etableret såkaldte Gooseberries ved hver af de fem invasionsstrande. De bestod af gamle krigs- og fragtskibe, som blev sænket ud for kysten, så de dannede en bølgebryder, som landgangsskibe og -både kunne operere i læ af. Dernæst blev der ved de to Mulberry-havne placeret sænkekasser og bølgebrydere som yderligere beskyttelse, og indenfor de således beskyttede områder blev der bygget kajer og forbindelsesveje på pontonbroer, som kunne hæve og sænke sig i takt med tidevandet. I havnene blev der indsat et stort antal DUKW amfiebielastbiler, som kørte/sejlede ud til fragtskibene, blev lastet og kørte/sejlede ind til forsyningsdepoter i land. De allierede byggede store lagerhuse på land. Gamle veje blev udvidet og nye anlagt til at sikre en hurtigere transport af forsyninger til fronten.
Under stormen blev "Mulberry A" stærkt beskadiget. Mange landgangsfartøjer blev kastet op på strandene og ødelagt. Amerikanerne opgav at reparere "Mulberry A" og de anvendelige dele blev i stedet anvendt ved færdiggørelsen af den knap så ødelagte "Mulberry B". Amerikanerne fortsatte dog med at losse skibe i området ved "Mulberry A"
Den britiske havn "Mulberry B" blev snart gjort færdig og indtil 31. oktober blev der losset 628.000 tons forsyninger, 40.000 køretøjer og 220.000 soldater gik i land.

### De små havne
Allerede på D-dag befriede de allierede havnene i Ouistreham, Courseulles-sur-Mer og Port-en-Bessin. De blev straks taget i anvendelse, og det viste sig, at der kunne losses væsentlig mere end de allierede havde regnet med. Havnen i Ouistreham måtte opgives, da den var udsat for beskydning fra tyske batterier på den anden side af Orne, men det blev mere end opvejet af den ekstra kapacitet i Courselles-sur-Mer.

### Havnen i Cherbourg
Efter at kommandanten i Cherbourg havde kapituleret til amerikanerne den 26. juni begyndte de allierede at gøre havnen klar til at modtage allierede skibe. Havnen var blokeret med en række skibsvrag, der var udlagt miner og kajerne var ødelagt. Først fjernede de allierede minerne med minestrygere og dykkere hvorefter de sænkede skibe blev hævet så havnen igen kunne besejles. Desuden måtte man fjerne murbrokker og ødelagte bygninger og oprense havnebassinerne.
Efter to uger var havnen sat så meget i stand, at den igen til dels kunne bruges. Det tog imidlertid tre måneder, hvor der blev arbejdet dag og nat, inden havnen var sat helt i stand.
Gilles Perrault betegnede havnene som "de allierede styrkers vigtigste forsyningsårer". Den 7. september gik 23.000 amerikanske soldater i land i Cherbourg for at blive sendt til fronten. Den 15. oktober blev der daglig losset over 20.000 ton forsyninger hvorefter havnen den 2. november med 133 fortøjede skibe på over 1 mio. BRT blev til den største havn i verden. Allerede i februar 1945 nåede man imidlertid op på 2 mio. BRT.

### Operation PLUTO (Pipe-Lines Under The Ocean)
Operation PLUTO (Pipe-Lines Under The Ocean) var en operation, som britiske forskere iværksatte med henblik på at kunne transportere benzin fra England under Den engelske kanal til Frankrig. Planen blev udviklet af A.C. Hartley, chefingeniøren i Anglo-Iranian Oil Company, efter at den var skitseret af admiral Louis Mountbatten.
Allerede i maj 1942 blev der udlagt prototyper af rørledningen over floden Medway og i juni over Firth of Clyde. De fungerede tilfredsstillende, og derefter blev produktionen sat i gang.
Den første rørledning blev udlagt den 12. august mellem Isle of Wight og Cherbourg. Den var ca. 135 km lang. Senere blev der udlagt yderligere 20 rørledninger over Den engelske kanal. Slæbebåde trak store tromler med rør af kunststof over Kanalen. De blev forbundet med hinanden og lagt ned på bunden. Operationen var omhyggeligt planlagt og kunne afsluttes i løbet af ti timer.
Med rørledningen blev der i januar 1945 overført 300 ton brændstof pr. dag, men kapaciteten voksede hurtigt til over 4.000 ton. I alt blev der indtil den tyske kapitulation pumpet 781.000 m³ benzin gennem rørledningerne. Ved siden af Mulberry-havnene anses PLUTO for at være en af de største militære ingeniørpræstationer nogensinde.

## Konsekvenser
Som følge af det store antal indsatte skibe, bygningen af rørledninger under Kanalen, de kunstige havne og erobringen af de for forsyningerne så vigtige havne samt gennem samspillet mellem flåderne, hærene og luftvåbnene lykkedes det de allierede at etablere en fast basis i Frankrig og herigennem opnå deres krigsmål om at besejre Tyskland. Desuden lykkedes det at beherske størstedelen af luftrummet over kanalområdet.
Efterfølgende kunne de allierede koncentrere sig om andre steder at indsætte deres skibe. F.eks. kunne amerikanerne i stigende grad koncentrere sig om Stillehavskrigen, selv om tyske ubåde fortsat udgjorde en fare.

## Bearbejdninger og yderligere informationer

### Film
- Dokumentar-spillefilmen D-Day – Entscheidung in der Normandie fra BBC dokumenterer hændelserne under forberedelserne, selve D-dag og tiden efter.
- I 1962 udsendtes den af Darryl F. Zanuck producerede film Den Længste Dag som var baseret på Cornelius Ryans bog af samme navn.

### Eksterne kilder
- Udførlige informationer om krigen til søs i juni 1944, herunder også i Kanalområdet (juni måned 1944)(tysk)
- Udførlige informationer om krigen til søs i juni 1944, herunder også i Kanalområdet (juli måned 1944) (tysk)
- Udførlige informationer om krigen til søs i juni 1944, herunder også i Kanalområdet (august måned 1944) (tysk)
- Sammenfattende informationer (tysk)
- Informationer fra den amerikanske flåde Arkiveret 24. november 2010 hos  Wayback Machine (engelsk)
- Informationer om krigen til søs under Operation Neptune (engelsk)
- Informationer om krigen til søs i tiden efter Operation Neptune (engelsk)
- combinedops.com zum Krigen til søs under Operation Overlord (engelsk)
- Informationen fra ibiblio.org (engelsk)
- Royal Navy om krigen til søs under Operation Overlord (engelsk)
- Information om indsættelse af Mulberrys m.v. (engelsk)
- Informationer om US Coast Guard (engelsk)

## Fodnoter
1. ↑  Sovjetunionen havde indtil juni 1941 været Tysklands allierede og støttet nazisterne med råvareforsyninger i krigen mod Storbritannien
2. ↑  Anthony Hall: Operation Overlord: D-Day Day by Day, New Line Books, 2005, ISBN 1-84013-592-1, Seite 89
3. ↑  Percy E. Schramm (Hrsg.): Kriegstagebuch des Oberkommandos der Wehrmacht 1944–1945, Teilband 1, ISBN 3-7637-5933-6, Seite 290
4. ↑  Britische Royal Navy: http://www.royal-navy.mod.uk/ Arkiveret 3. marts 2006 hos  Wayback Machineserver.php?show=nav.3954; Abgerufen am 26. April 2006
5. ↑  Janusz Piekalkiewicz: Invasion. Frankreich 1944, München 1979, Side 121 ff
6. ↑  Tony Hall (Hrsg.): Operation „Overlord“, Motorbuch Verlag, 2004, ISBN 3-613-02407-1, Side 72
7. ↑  Stephen E. Ambrose: D-Day. Simon & Schuster Inc., 1994, ISBN 0-7434-4974-6, Seite 258
8. ↑  Anthony Hall: Operation Overlord: D-Day Day by Day, New Line Books, 2005, ISBN 1-84013-592-1, Side 129
9. ↑  Stephen E. Ambrose: D-Day, Simon & Schuster Inc., 1994, ISBN 0-7434-4974-6, Seite 263
10. ↑  Stephen E. Ambrose: D-Day. Simon & Schuster Inc., 1994, ISBN 0-7434-4974-6, Seite 266 ff
11. 1 2  Stephen E. Ambrose: D-Day. Simon & Schuster Inc., 1994, ISBN 0-7434-4974-6, Side 269 og 270
12. ↑  Anthony Hall: Operation Overlord: D-Day Day by Day, New Line Books, 2005, ISBN 1-84013-592-1, Side 171
13. ↑  Rapport fra kommandøren over Western Naval Task Force (Alan G. Kirk): http://www.history.navy.mil/faqs/faq109-4.htm Arkiveret 1. april 2010 hos  Wayback Machine; Hentet den 4. maj 2006
14. ↑  Tony Hall (Hrsg.): Operation „Overlord“. Motorbuch Verlag, 2004, ISBN 3-613-02407-1, Side 79
15. ↑  Yves Lecouturier: Entdeckungspfade. Die Strände der alliierten Landung, ISBN 3-88571-287-3, Side 96